# Балтабанов, Имангали Таукешевич
Имангали́ Тауке́шевич Балтаба́нов (Блтабанов) (10 апреля 1925 — 26 февраля 1945) — Герой Советского Союза (10.04.1945), участник Великой Отечественной войны, командир пулемётного расчёта 1-й пулемётной роты 289-го Нарвского стрелкового полка 120-й стрелковой дивизии 21-й армии 1-го Украинского фронта, сержант.

## Биография
Родился 10 апреля 1925 года в ауле Кос-Уткел ныне Хобдинского района Актюбинской области Республики Казахстан в семье скотовода. Казах. Рано лишился родителей, воспитывался у дяди. После окончания начальной школы работал в животноводческой бригаде колхоза. В шестнадцать лет окончил курсы трактористов, и первые два года войны работал на тракторе в колхозе «Ударник».
В 1943 году был призван в Красную Армию Хобдинским райвоенкоматом и после короткой подготовки направлен на фронт. Боевое крещение пулемётчик Балтабанов получил под Ленинградом (ныне — Санкт-Петербург). Особо отличился при форсировании реки Одер и в боях за удержание плацдарма на западном берегу в начале 1945 года.
Командир пулемётного расчёта сержант Балтабанов в составе полка успешно форсировал реку Одер южнее города Оппельн (ныне — Ополе, Польша). 25 января 1945 года в боях за удержание плацдарма на западном берегу, в районе деревни Одерфельд, огнём из пулемёта уничтожил десятки солдат и офицеров противника, был ранен и контужен, но не покинул поле боя. Погиб в бою 26 февраля 1945 года.
Указом Президиума Верховного Совета СССР от 10 апреля 1945 года за мужество и геройство проявленные при форсировании Одера и удержании плацдарма сержанту Балтабанову Имангали посмертно присвоено звание Героя Советского Союза.

## Награды
- Медаль «Золотая Звезда» Героя Советского Союза
- Орден Ленина
- Медаль «За отвагу» (12.10.1944)

## Память
Был похоронен на берегу канала около деревни Флосте, в 28 км юго-западнее города Ополе. Позднее перезахоронен на Кутузовском мемориале — воинском кладбище в селе Болевлавице, под городом Болеславец, рядом с останками фельдмаршала Кутузова.
В родном ауле его именем названа улица.